# فلش‌دنس… چه احساسی
«فلَش‌دَنس… چه احساسی» (به انگلیسی: Flashdance... What a Feeling) ترانه‌ای از فیلم فلش‌دنس است که سال ۱۹۸۳ منتشر شد. جورجو مورودر آهنگسازی و کیث فورسی و ایرنه کارا ترانه‌سرایی اثر را بر عهده داشتند و ایرنه کارا آن را اجرا کرد.
این تک‌آهنگ در چارت‌های سوئد، اسپانیا، سوئیس، نیوزلند و نروژ در رتبه اول قرار گرفت و همچنین برندهٔ جایزه اسکار بهترین ترانه شد.